# Любченко, Александр Александрович
Александр Александрович Любченко — советский хозяйственный и политический деятель.

## Биография
Родился в 1913 году в Анапе. Член КПСС с 1944 года.
Окончил Ленинградский кораблестроительный институт.
В 1930—1932 гг. — ученик бетонщика, бетонщик треста «Москоллектив».
В 1932—1934 гг. — техник, судовой слесарь, инженер-конструктор Ижорского завода.
В 1941—1944 гг. — старший мастер, заместитель начальника цеха Уралмашзавода.
В 1944—1962 гг. — заместитель начальника, начальник цеха, начальник отдела, главный инженер Ижорского завода.
В 1962—1965 гг. — заместитель председателя Ленинградского совнархоза.
В 1965—1972 гг. — директор Кировского завода.
Делегат XXIII съезда КПСС.
Лауреат Ленинской премии 1963 года неопубликованным Постановлением Совета Министров и ЦК КПСС.
Доктор технических наук, профессор Ленинградского кораблестроительного института.
Умер в 1996 году в Санкт-Петербурге.

## Награды
- Орден Трудового Красного Знамени (21.06.1957)